# Harry Tusveld
Henricus Theodorus Alphonsus (Harry) Tusveld (Rijssen, 19 december 1929 – Almelo, 26 oktober 2014) was een semiprofvoetballer bij Heracles Almelo die na zijn voetbalcarrière bij veel Twentse clubs als trainer werkzaam was en altijd zeer betrokken is gebleven bij Heracles.

## Levensloop
Tusveld kwam in 1955 op 26-jarige leeftijd van VV Rijssen Vooruit naar Heracles. Hij speelde in het eerste elftal totdat hij 34 jaar was. Hij speelde meestal als linksback. Jarenlang was hij aanvoerder.
In 1958 werd Heracles kampioen in de eerste divisie. In die tijd maakte de Zuid-Afrikaanse voetballer Steve Mokone (De Zwarte Meteoor) deel uit van het team. Destijds was een zwarte speler in een Nederlands voetbalteam enigszins een bezienswaardigheid. Tom Egbers schreef er het boek De zwarte meteoor over, dat ook verfilmd is. Ter gelegenheid van het winnen van de wisselbeker van Paleis Soestdijk in 1961 werd het elftal op Soestdijk ontvangen door de koninklijke familie.
Na zijn carrière als voetballer was Tusveld actief als trainer, trad op als talentscout en als begeleider van de scheidsrechters. Hij volgde in Deventer een opleiding voor kandidaat oefenmeester KNVB, het op een na hoogste trainersdiploma. Door deze opleiding kreeg hij de mogelijkheid om clubtrainer te worden van diverse Twentse clubs.
Harry, een jongere broer van oud-voorzitter Gerard Tusveld, bleef zijn verdere leven Heraclied. Heracles heeft als eerbetoon na zijn overlijden een minuut stilte in acht genomen.

## Carrièrestatistieken
| Seizoen         | Club            | Land            | Competitie       | Competitie | Competitie | Beker | Beker | Internationaal | Internationaal | Overig | Overig | Totaal | Totaal |
| Seizoen         | Club            | Land            | Competitie       | Wed.       | Dlp.       | Wed.  | Dlp.  | Wed.           | Dlp.           | Wed.   | Dlp.   | Wed.   | Dlp.   |
| --------------- | --------------- | --------------- | ---------------- | ---------- | ---------- | ----- | ----- | -------------- | -------------- | ------ | ------ | ------ | ------ |
| 1955/56         | Heracles        | Nederland       | Eerste klasse B  | –          | 3          | –     | –     | 0              | 0              | 0      | 0      | –      | 3      |
| 1956/57         | Heracles        | Nederland       | Tweede divisie A | –          | 0          | –     | 0     | 0              | 0              | 0      | 0      | –      | 0      |
| 1957/58         | Heracles        | Nederland       | Tweede divisie B | –          | 0          | –     | 0     | 0              | 0              | 0      | 0      | –      | 0      |
| 1958/59         | Heracles        | Nederland       | Eerste divisie B | –          | –          | –     | 0     | 0              | 0              | 0      | 0      | –      | –      |
| 1959/60         | Heracles        | Nederland       | Eerste divisie B | –          | –          | –     | –     | 0              | 0              | 0      | 0      | –      | –      |
| 1960/61         | Heracles        | Nederland       | Eerste divisie B | –          | –          | –     | 0     | 0              | 0              | 0      | 0      | –      | –      |
| 1961/62         | Heracles        | Nederland       | Eerste divisie B | –          | –          | –     | 0     | 0              | 0              | 0      | 0      | –      | –      |
| 1962/63         | Heracles        | Nederland       | Eredivisie       | –          | –          | –     | 0     | 0              | 0              | 0      | 0      | –      | –      |
| 1963/64         | Heracles        | Nederland       | Eredivisie       | –          | –          | –     | 0     | 0              | 0              | 0      | 0      | –      | –      |
| Carrière totaal | Carrière totaal | Carrière totaal | Carrière totaal  | –          | –          | –     | 0     | 0              | 0              | 0      | 0      | –      | –      |

## Erelijst
Heracles
| Nationaal      |    |         |
| Eerste divisie | 1x | 1961/62 |
| Tweede divisie | 1x | 1957/58 |

## Persoonlijk
Hij trouwde eind 1958 met Tonny van Aken. Ze kregen vier kinderen: twee dochters en twee zoons. 
Een van zijn kleinkinderen is Martijn Tusveld (profwielrenner vanaf 2017) die hij nog zijn wielercarrière heeft zien starten.